# John Carne Bidwill
John Carne Bidwill fue un botánico y explorador británico ( 1815, Exeter - 16 de marzo de 1853, Tiñana, Nueva Gales del Sur. Realizó varios descubrimientos de especies australianas.
Era el hijo mayor de Joseph Green Bidwill, un mercader de Exeter y de Charlotte Carne. Se educó para trabajos comerciales pero desarrolló un interés por la Historia natural, y en la Botánica particularmente. Navegó a Canadá en abril de 1832 a los 17 años, retornando en noviembre de 1834.

## Migración
Se muda a Sídney en 1838. Explora la isla del norte de Nueva Zelanda y retorna a Gran Bretaña con un sinnúmero de plantas para Kew Gardens. Vuelve a Sídney en 1844 y sería el primer director del Jardín botánico de la ciudad.

## Deceso
En 1851, mientras marcaba un nuevo camino al Distrito Moreton Bay, Bidwill inadvertidamente se separa de sus colegas y se pierde sin alimentos por ocho días. Finalmente logra cortar camino a través de arbustales con una sevillana, pero ya nunca pudo recuperarse de la inanición, falleciendo el 16 de marzo de  1853 en Tiñana, Queensland, a los 38 años.

## Honores
William Herbert (1778-1847) le dedica el género botánico Bidwillia  Herb.
Y se nombran 82 especies:
- (Araucariaceae) Araucaria bidwillii Hook. 1843
- (Araucariaceae) Marywildea bidwillii (Hook.) A.V.Bobrov & Melikyan 2006
- (Akaniaceae) Akania bidwillii (Hogg) Mabb. 1989
- (Annonaceae) Fitzalania bidwillii (Benth.) Jessup, Kessler & Mols 2007
- (Fabaceae Vachellia bidwillii (Benth.) Kodela 2006
- (Loranthaceae Furcilla bidwillii (Benth.) Tiegh. 1895
- (Myrtaceae) Gossia bidwillii (Benth.) N.Snow & Guymer 2003
- (Podocarpaceae) Halocarpus bidwillii (Hook.f. ex Kirk) Quinn 1982
- (Scrophulariaceae) Parahebe bidwillii (Hook.) W.R.B.Oliv. 1944

- La abreviatura «Bidwill» se emplea para indicar a John Carne Bidwill como autoridad en la descripción y clasificación científica de los vegetales.[4]

## Fuente
- Ray Desmond. 1994. Dictionary of British and Irish Botanists and Horticulturists including Plant Collectors, Flower Painters and Garden Designers. Taylor & Francis et The Natural History Museum (Londres). ISBN 0-85066-843-3